# Калиш, Чейз
Чейз Тайлер Калиш (англ. Chase Kalisz; род. 7 марта 1994, Бел-Эр, Мэриленд) — американский пловец, специализирующийся в комплексном плавании. Чемпион летних Олимпийских игр в Токио (2020) на дистанции 400 метров комплексным плаванием.

## Биография
Родился в округе Харфорд американского штата Мэриленд. Впервые стал известен после чемпионата мира по водным видам спорта 2013 года в Барселоне. Плыл на дистанции 400 метров комплексом. В первом раунде, проплыв за 4 минуты и 11,87 секунд, занял первое место и вышел в финал. В финале проплыл за 4 минуты и 09,22 секунд, таким образом завоевал серебряную медаль, уступив японцу Дайе Сэто. На дистанции 200 метров в первом раунде, проплыв за 2 минуты и 01,03 секунду, занял 10 место и закончил выступления.
Участник игр Pan Pacific в 2014 году. Плыл на дистанциях 200 и 400 метров комплексом. На дистанции 400 метров в первом раунде, проплыв за 4 минуты и 13,12 секунд, занял 3 место и вышел в финал А. В финале проплыл за 4 минуты и 09,62 секунд, таким образом завоевал бронзовую медаль, уступив японцу Косукэ Хагино и своему партнёру по команде Тайлеру Клэри.
Участник чемпионата мира по водным видам спорта 2015 года в Казани. Плыл на дистанции 400 метров комплексом. В первом раунде, проплыв за 4 минуты и 11,83 секунд, занял первое место и вышел в финал. В финале проплыл за 4 минуты и 10,05 секунд, таким образом завоевал бронзовую медаль, уступив японцу Дайя Сэто и венгру Давиду Верасто.
На чемпионате планеты в Кванджу в 2019 году на дистанции 200 метров комплексным плаванием завоевал бронзовую медаль чемпионата мира показав время 1:56.78 и уступив победителю 0,64 секунды.